# 間崎信夫
間崎 信夫（まざき しのぶ、1886年（明治19年）10月4日 - 1966年（昭和41年）12月9日）は、大日本帝国陸軍軍人。最終階級は陸軍少将。

## 経歴
高知県出身。陸軍士官学校第20期、陸軍大学校第33期卒業。1924年（大正13年）8月、陸軍歩兵少佐に進級し、陸軍歩兵学校教官兼同校研究部部員に就任した。1926年（大正15年）8月に第6師団参謀に転じ、1927年（昭和2年）7月に歩兵第77連隊大隊長を経て、1928年（昭和3年）8月に陸軍歩兵中佐進級と同時に歩兵第77連隊附となった。
1930年（昭和5年）8月に第6師団参謀に転じ、1932年（昭和7年）8月15日に姫路連隊区司令官に着任し、12月7日に陸軍歩兵大佐に進級した。1934年（昭和9年）3月には歩兵第46連隊長（第12師団・歩兵第24旅団）に転補され、1935年（昭和10年）3月に第6師団参謀長、1936年（昭和11年）3月に基隆要塞司令官と歴任した。1937年（昭和12年）8月2日、陸軍少将進級と同時に歩兵第4旅団長（第3軍・第8師団）に着任し、満洲に位置した。1939年（昭和14年）8月1日に待命となり、8月31日に予備役に編入された。